# Cobelfret

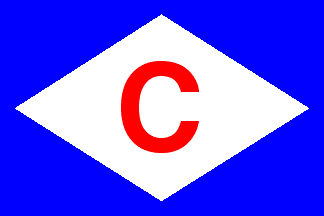
Hausflagge von Cobelfret

Die Cobelfret N.V. ist ein belgisches Logistikunternehmen mit Sitz in Antwerpen. Das Unternehmen beschäftigt sich insbesondere mit dem Seetransport (Massengut-Schifffahrt und der mit dem Begriff „Short Sea Shipping“ bezeichnete Seetransport im europäischen Bereich). Weiterhin betreibt Cobelfret Terminals und bietet Transportlösungen in Europa an.
Gegründet wurde Cobelfret im Jahr 1928 von Mitgliedern der luxemburgischen Familie Cigrang, von denen das Unternehmen bis heute geführt wird. Cobelfret beschäftigt zurzeit etwa 1680 Mitarbeiter bei einem jährlichen Umsatz von rund einer Milliarde Euro.

## Tätigkeitsbereiche
Cobelfret war zuerst in der Zementbranche tätig und wendete sich dann im Jahr 1939 der Schifffahrt zu. Heute beschränkt sich die Tätigkeit des Unternehmens nicht nur auf einen Bereich.

### Massengütertransport
Cobelfret ist am Transport von jährlich 50 Millionen Tonnen Massengütern, u. a. Kohle, Eisenerz und Bauxit, in der ganzen Welt beteiligt. Das Unternehmen betreibt eine Flotte von eigenen und gecharterten Massengutfrachtern, deren Bruttotragfähigkeit zwischen 50.000 und 200.000 Tonnen liegt.

### RoRo-Schifffahrt

RoRo-Schiff Eglantine

Cobelfret bietet regelmäßige Linienverkehre zwischen Großbritannien, Skandinavien und dem europäischen Festland. Die Flotte von rund 20 RoRo-Schiffen befördert Lkw-Auflieger, Container, Pkw und andere rollende Güter und wird vom Unternehmen EuroShip verwaltet.

### Terminals
Cobelfret betreibt mehrere Terminals zum Umschlag von Fahrzeugen, Containern und Anhängern, die meisten mit Pier für RoRo-Schiffe, in Purfleet, Dartford, Killingholme, Rotterdam, Vlissingen, Zeebrugge, Duisburg und Luxemburg.

### Inlandtransport
Cobelfret führt außerdem Landtransporte für rollende Güter durch: mit der Eisenbahn in 400 Doppeldecker- und 200 flachen Autotransportwagen, über die Straße mit vier eigenen Autotransportern oder über Binnengewässer mit drei für die Binnenschifffahrt konzipierten RoRo-Schiffen.

### Weitere Dienstleistungen
Neben den Transportmöglichkeiten werden auch noch andere Dienstleistungen wie zum Beispiel Tür-zu-Tür-Service und Schleppdienste angeboten. Cobelfret besitzt ebenfalls eine Anzahl eigener Auflieger und Container.